# Broekbosbreedvoet
Broekbosbreedvoet (Agathomyia alneti) is een vliegensoort uit de familie van de breedvoetvliegen (Platypezidae). Waardzwam is het geelgerand elfenbankje, Antrodiella serpula. Het areaal is onduidelijk door verwarring met verwante soorten. De soort is met zekerheid bekend uit Finland en Nederland.